# ۲۰ ذی‌الحجه
۲۰ ذیحجه، بیستمین روز از ماه ذیحجه در تقویم هجری قمری است.
در تقویم هجری قمری قراردادی این روزسیصد و چهل و پنجمین روز سال است.

## مناسبت‌ها
- ولادت امام موسی کاظم (۱۲۸ق)

## زادگان
- ۱۲۸ - موسی کاظم هفتمین امام شیعیان.
- ١٣۶٠ - سید صادق شیرازی مرجع تقلید شیعه.

## درگذشتگان
- ۶۸۰ - «آباقا خان» ایلخان مغول
- ۱۳۲۹ - آخوند خراسانی صاحب کفایه (کفایة الاصول)، فقیه، سیاستمدار و مرجع تقلید شیعه.
- ۱۴۱۹ - آیت اللَّه سید عبدالکریم کشمیری عالم عارف شیعی.
- ١٤٣٥ - احمد علیخان برومند جزی نصرت علیشاه، درویش و قاضی و صاحب رساله مکتب خاکسار